# Jay Leach
Jay Christopher Leach (né le 2 septembre 1979 à Syracuse, dans l'État de New York aux États-Unis) est un joueur professionnel américain de hockey sur glace.

## Carrière de joueur
Repêché par les Coyotes de Phoenix en 1998, il joua quatre saisons avec les Friars de Providence avant de devenir professionnel. N'ayant aucun contrat avec le club de l'Arizona, il se joint aux Sea Wolves du Mississippi en 2001-2002. Lors des saisons qui suivirent, il joua majoritairement dans l'ECHL.
En 2003, il signa un premier contrat avec un club de la Ligue nationale de hockey, soit avec les Bruins de Boston. À sa troisième saison dans l'organisation des Bruins, il y joua ses deux premières parties dans la grande ligue. Il passa ensuite aux mains du Lightning de Tampa Bay à l'été 2007. En cours de saison, il fut échangé aux Mighty Ducks d'Anaheim mais n'y joua aucunement.
Il signa par la suite avec les Devils du New Jersey en 2008. Au cours de sa deuxième saison avec l'équipe, il fut réclamé au ballotage par les Canadiens de Montréal en novembre 2009.

## Parenté dans le sport
Il est le neveu du joueur de hockey professionnel, Steve Leach.

## Statistiques
| Saison     | Équipe                     | Ligue      |    | Saison régulière | Saison régulière | Saison régulière | Saison régulière | Saison régulière |   | Séries éliminatoires | Séries éliminatoires | Séries éliminatoires | Séries éliminatoires | Séries éliminatoires |
| Saison     | Équipe                     | Ligue      | PJ | B                | A                | Pts              | Pun              | PJ               | B | A                    | Pts                  | Pun                  |                      |                      |
| 1997-1998  | Friars de Providence       | NCAA       | 32 | 0                | 8                | 8                | 29               | -                | - | -                    | -                    | -                    |                      |                      |
| 1998-1999  | Friars de Providence       | NCAA       | 33 | 1                | 8                | 9                | 42               | -                | - | -                    | -                    | -                    |                      |                      |
| 1999-2000  | Friars de Providence       | NCAA       | 37 | 1                | 9                | 10               | 101              | -                | - | -                    | -                    | -                    |                      |                      |
| 2000-2001  | Friars de Providence       | NCAA       | 40 | 4                | 21               | 25               | 104              | -                | - | -                    | -                    | -                    |                      |                      |
| 2001-2002  | Sea Wolves du Mississippi  | ECHL       | 70 | 3                | 13               | 16               | 116              | 10               | 1 | 1                    | 2                    | 8                    |                      |                      |
| 2002-2003  | Lynx d'Augusta             | ECHL       | 65 | 8                | 11               | 19               | 162              | -                | - | -                    | -                    | -                    |                      |                      |
| 2002-2003  | Falcons de Springfield     | LAH        | 9  | 0                | 0                | 0                | 0                | -                | - | -                    | -                    | -                    |                      |                      |
| 2003-2004  | Ice Dogs de Long Beach     | ECHL       | 3  | 0                | 1                | 1                | 4                | -                | - | -                    | -                    | -                    |                      |                      |
| 2003-2004  | Bruins de Providence       | LAH        | 3  | 0                | 0                | 0                | 4                | -                | - | -                    | -                    | -                    |                      |                      |
| 2003-2004  | Titans de Trenton          | ECHL       | 31 | 2                | 11               | 13               | 45               | -                | - | -                    | -                    | -                    |                      |                      |
| 2003-2004  | Sound Tigers de Bridgeport | LAH        | 23 | 0                | 1                | 1                | 33               | 7                | 0 | 1                    | 1                    | 10                   |                      |                      |
| 2004-2005  | Titans de Trenton          | ECHL       | 11 | 0                | 2                | 2                | 17               | -                | - | -                    | -                    | -                    |                      |                      |
| 2004-2005  | Bruins de Providence       | LAH        | 62 | 4                | 5                | 9                | 92               | 17               | 0 | 0                    | 0                    | 28                   |                      |                      |
| 2005-2006  | Bruins de Providence       | LAH        | 71 | 5                | 11               | 16               | 100              | 6                | 0 | 1                    | 1                    | 15                   |                      |                      |
| 2005-2006  | Bruins de Boston           | LNH        | 2  | 0                | 0                | 0                | 7                | -                | - | -                    | -                    | -                    |                      |                      |
| 2006-2007  | Bruins de Providence       | LAH        | 73 | 2                | 5                | 7                | 128              | 13               | 0 | 4                    | 4                    | 13                   |                      |                      |
| 2007-2008  | Admirals de Norfolk        | LAH        | 55 | 3                | 8                | 11               | 54               | -                | - | -                    | -                    | -                    |                      |                      |
| 2007-2008  | Lightning de Tampa Bay     | LNH        | 2  | 0                | 0                | 0                | 0                | -                | - | -                    | -                    | -                    |                      |                      |
| 2007-2008  | Pirates de Portland        | LAH        | 20 | 3                | 6                | 9                | 30               | 18               | 1 | 0                    | 1                    | 7                    |                      |                      |
| 2008-2009  | Devils de Lowell           | LAH        | 24 | 2                | 4                | 6                | 29               | -                | - | -                    | -                    | -                    |                      |                      |
| 2008-2009  | Devils du New Jersey       | LNH        | 24 | 0                | 1                | 1                | 21               | -                | - | -                    | -                    | -                    |                      |                      |
| 2009-2010  | Devils de Lowell           | LAH        | 12 | 0                | 3                | 3                | 10               | -                | - | -                    | -                    | -                    |                      |                      |
| 2009-2010  | Canadiens de Montréal      | LNH        | 7  | 0                | 0                | 0                | 5                | -                | - | -                    | -                    | -                    |                      |                      |
| 2009-2010  | Sharks de San José         | LNH        | 28 | 1                | 1                | 2                | 20               | -                | - | -                    | -                    | -                    |                      |                      |
| 2010-2011  | Sharks de Worcester        | LAH        | 50 | 1                | 5                | 6                | 45               | -                | - | -                    | -                    | -                    |                      |                      |
| 2010-2011  | Devils d'Albany            | LAH        | 16 | 1                | 3                | 4                | 8                | -                | - | -                    | -                    | -                    |                      |                      |
| 2010-2011  | Devils du New Jersey       | LNH        | 7  | 0                | 0                | 0                | 7                | -                | - | -                    | -                    | -                    |                      |                      |
| 2011-2012  | Devils d'Albany            | LAH        | 21 | 0                | 2                | 2                | 12               | -                | - | -                    | -                    | -                    |                      |                      |
| 2012-2013  | Devils d'Albany            | LAH        | 60 | 4                | 10               | 14               | 63               | -                | - | -                    | -                    | -                    |                      |                      |
| Totaux LNH | Totaux LNH                 | Totaux LNH | 70 | 1                | 2                | 3                | 60               | -                | - | -                    | -                    | -                    |                      |                      |

## Transactions en carrière
- 26 septembre 2003 : signe un contrat comme agent libre avec les Bruins de Boston.
- 3 juillet 2007 : signe un contrat comme agent libre avec le Lightning de Tampa Bay.
- 26 février 2008 : échangé aux Mighty Ducks d'Anaheim par le Lightning de Tampa Bay en retour de Brandon Segal et d'un choix du 7e tour (David Carle) lors du repêchage d'entrée dans la LNH en 2008.
- 17 juillet 2008 : signe un contrat comme agent libre avec les Devils du New Jersey.
- 6 novembre 2009 : réclamé au ballotage par les Canadiens de Montréal des Devils du New Jersey.
- 1er décembre 2009 : réclamé au ballotage par les Sharks de San José des Canadiens de Montréal.